# Triballodes acritoides
Triballodes acritoides är en skalbaggsart som först beskrevs av Reitter in Brenske och Edmund Reitter 1884.  Triballodes acritoides ingår i släktet Triballodes och familjen stumpbaggar. Inga underarter finns listade i Catalogue of Life.